# Rundtjärnen (Karlskoga socken, Värmland)
Rundtjärnen är en sjö i Karlskoga kommun i Värmland och ingår i Göta älvs huvudavrinningsområde. Sjön är 11 meter djup, har en yta på 0,007 kvadratkilometer och befinner sig 123 meter över havet.